# Fotosérie

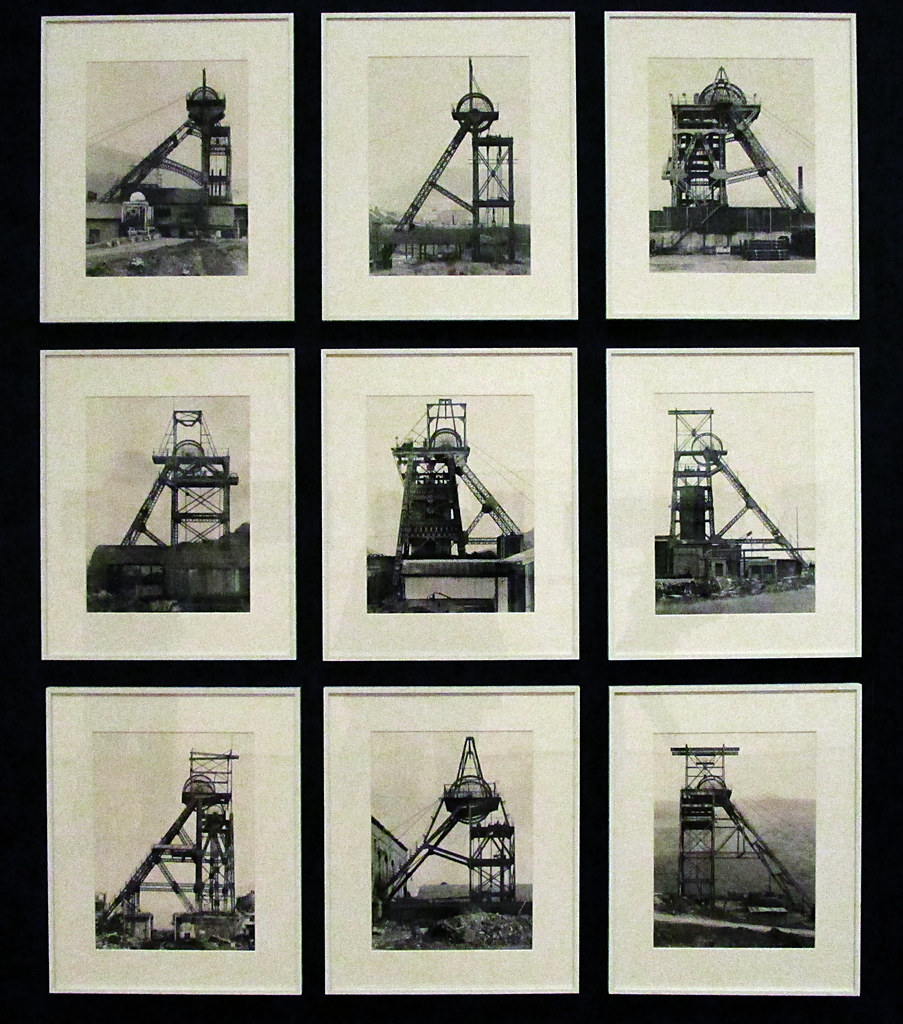
Typologie – Bernd a Hilla Becherovi

Fotosérie (fotografická série nebo fotoseriál) je série fotografií, které spojuje společné téma, myšlenka a formální rysy. Jazykové možnosti fotografie v kontextu fotoseriálu se rozšiřují díky formování vazeb mezi snímky na úrovni denotativní (objektivní) a konotativní - paleta, úhel, půdorys, poměr stran obrazu, směr pohledu, držení těla, atd.

## Strukturální klasifikace fotosérií

#### Fototypologie
Fototypologie jako jedna z klíčových forem fotosérií se v prostoru muzeí prosadila v 70. letech 20. století. V roce 1975 výstava „New Topography: Photographs of a Man-Changed Landscape“ v George Eastman House Museum představovala dílo manželů Bernda a Hilly Becherových. Jejich černobílé série průmyslových a domácích staveb připomínaly etnografické výzkumné materiály nebo vědecko-technické ilustrace, ale zároveň nebyly ani jedno.
Každý jednotlivý obraz ve fototypologii je vytvořen v souladu s běžným extrémně formalizovaným modelem. Všechny obrázky ve fototypologii na denotativní úrovni (to, co je zobrazeno) jsou sjednoceny homogenními objekty v rámu. Na konotativní úrovni (jak je znázorněno) jsou fotografie sjednoceny velikostí a proporcemi výtisků, izolací a měřítkem objektů v rámečku, expozičními podmínkami, barvou, kontrastem a jasem, úhlem a bodem snímání. Samostatné fotografie ve fototypologii si nečiní nárok na nezávislou výpověď, ale nabývají významu v souhrnu. Kompoziční sled obrazů ve fototypologii přitom zpravidla nemá významotvornou hodnotu. Tuto posloupnost může autor nastavit na úrovni artikulace linií a tonální juxtapozice, ale samotné pořadí obrazů neovlivňuje výsledek interpretace. Verbální složka (úvod, popisky) má ve fototypologii minimální hodnotu nebo může zcela chybět..
Příklady fototypologií:
- Dillon Marsh: Asimilace Archivováno 1. 6. 2023 na Wayback Machine.
- Fedor Savincev. "6 akrů"
- Nicolai Howalt: 78 boxerů

#### Fotopříběh s pevnou strukturou
Přísná struktura je fotografickým příběhům vlastní a je částečně založena na formálních prvcích typologie fotografií. Samostatné fotografie v těchto sériích spojuje menší počet formálních spojení a jsou méně odděleny od slovní složky.
Pojem „fotohistorie“ naznačuje, že tento typ projektu nevykazuje vlastní imanentní formální charakteristiky, ale něco, co se odehrává ve skutečnosti – ve fotohistorii vystupuje do popředí dokumentární interpretace reality, zatímco formální jednota obrazů mizí do pozadí. Ve fotohistorii s rigidní strukturou je zachován konceptualizující princip formální a významové podobnosti snímků, ale v mnohem menší míře než ve fototypologii. Posloupnost snímků v pevně strukturovaném fotopříběhu je důležitá pro utváření celkového efektu. Při zachování částečné nezávislosti na verbální složce fotopříběhy s rigidní strukturou ve větší míře než typologie spoléhají na schopnost textu stanovit hranice interpretace, vybavit doslovný obraz nesamozřejmými symbolickými významy.
Příklady fotopříběhů s pevnou strukturou:
- Zed Nelson: Miluj mě
- Dmitrij Lukjanov: DKdance

#### Fotopříběh se slabou strukturou
Obrazy ve fotohistorii se slabou strukturou jsou propojeny méně zjevnými denotativními a konotačními znaky než obrazy ve fototypologii nebo fotohistorii s rigidní strukturou. Je to dáno posílením nároků každé jednotlivé fotografie na nezávislý výrok. Tato formální spojení přitom postačují k vytvoření potřebné jednoty fotohistorie. Takové série jsou zpravidla více závislé na slovním komentáři, který přímo či nepřímo naznačuje pravidla pro spojování obrázků, nastavuje potřebný vektor pro interpretaci jejich celku.
Příklady fotopříběhů se slabou strukturou:
- Julia de Cooker: Svalbard, arktický oficiální život
- Evgenia Arbugaeva: Tiksi

#### Asociativní struktura fotosérie
Sériové fotografie s asociativní strukturou nejsou spojeny zjevným souborem denotativních a konotačních znaků. Úspěch interpretace takové série obrazů nevyhnutelně závisí na divákově schopnosti vidět podobnosti a protiklady v neustále se měnících vizuálních podmínkách. Identifikace údajně souvisejících fotografií vybízí k rozšíření výsledků zážitku z jejich interpretace na jiný soubor snímků. Soukromá spojení vytvořená divákem tak tvoří místní slovník, který slouží jako vodítko v téměř neomezeném asociativním poli. Vazby mezi obrazy v sériích s asociativní strukturou mohou mít různou míru rigidity, respektive jejich interpretace různou míru ovladatelnosti, která závisí na počtu a konzistenci nápověd zanechaných autorem. V sériích s asociativní strukturou je fotograf schopen řídit interpretaci snímků divákem pomocí prostorového uspořádání fotografií, principu formálně-sémantické podobnosti, nebo naopak opozice jednotlivých snímků; detekce zjevnějších spojení se stává šablonou pro dekódování méně zjevných.
Příklady sérií fotografií s asociativní strukturou:
- Rinko Kawauchi: Illuminance
- Geraldine Lay: Un mince vernis de realite

## Galerie

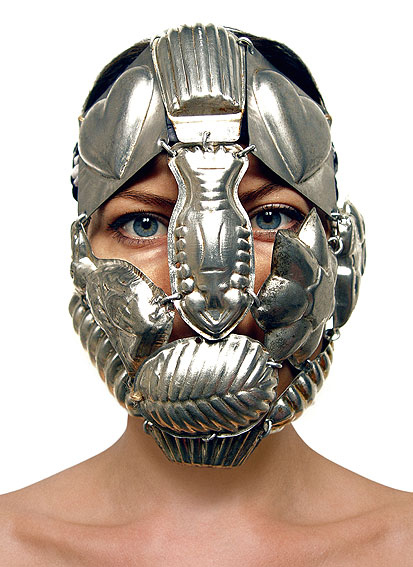
Barbora Bálková: Masky – Brnění, 2005
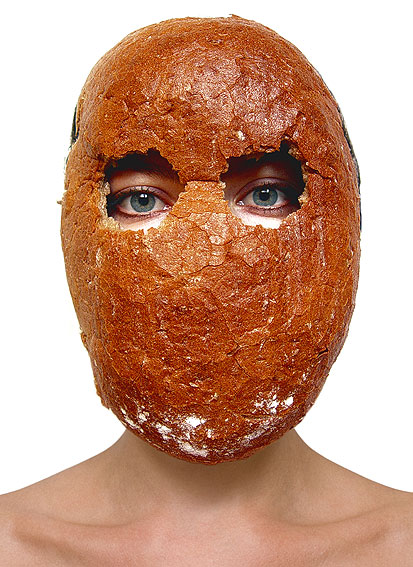
Masky – Chleba , 2005
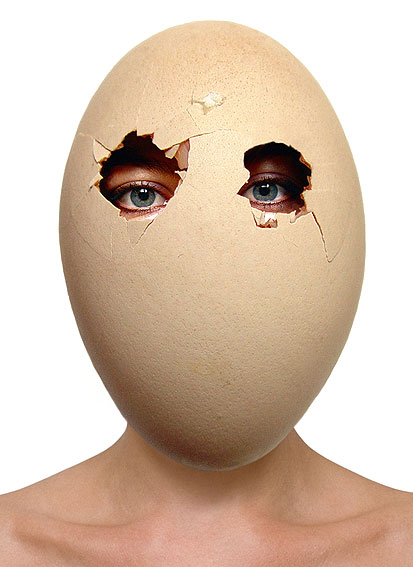
Masky – Slepice nebo vejce?, 2005

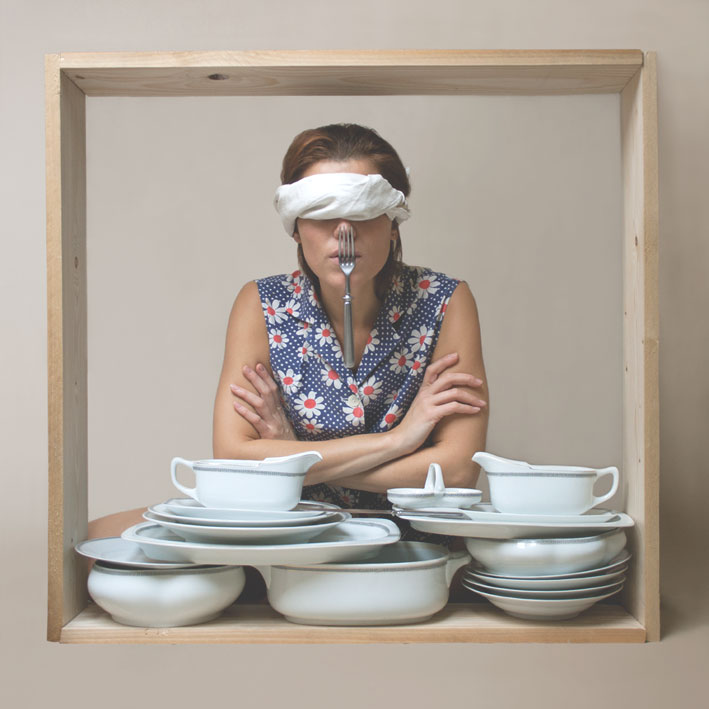
Barbora Bálková: Babičky – Domácnost, 2010
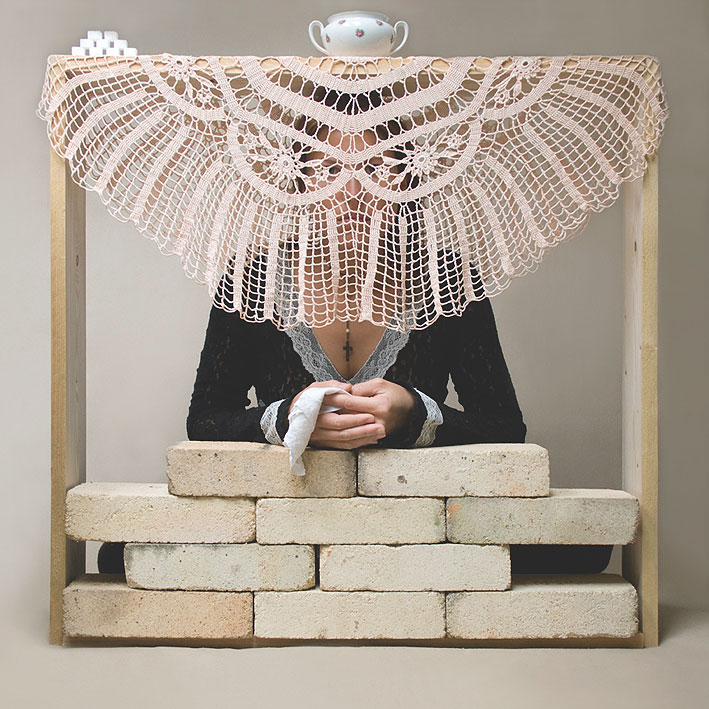
Babičky – Práce, víra, nemoc , 2010
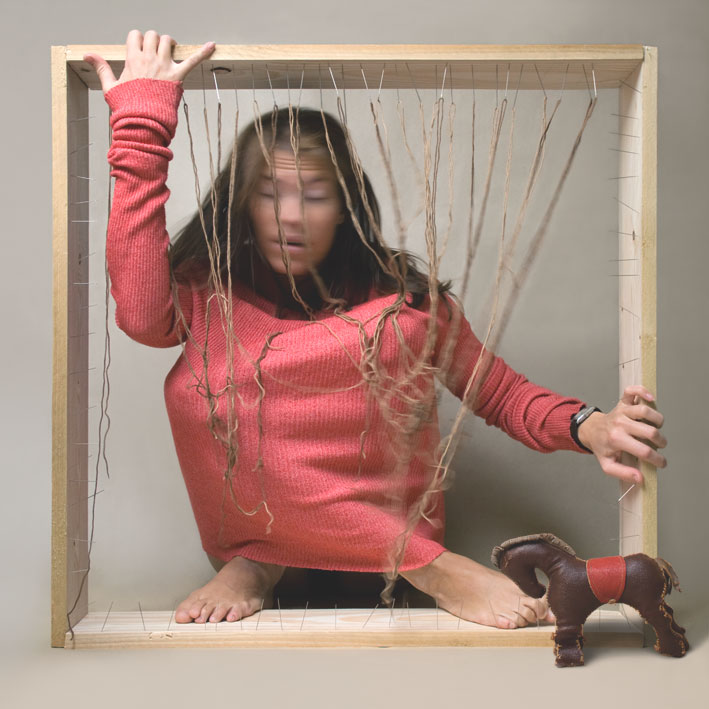
Babičky – Práce, předzvěst nemoci, 2010
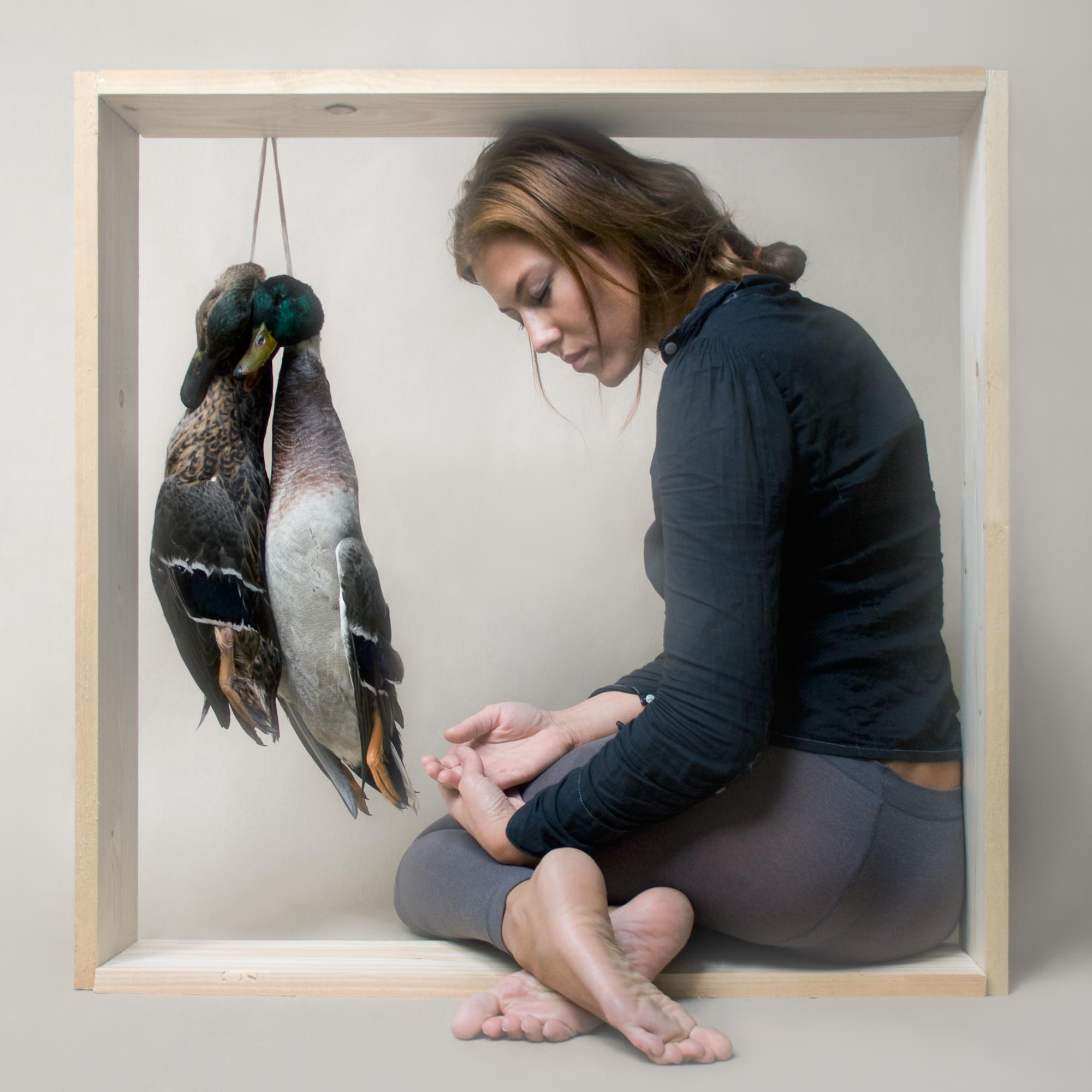
Babičky – Smrt dědečka, 2010

Z cyklu Čechy, 1994-2004
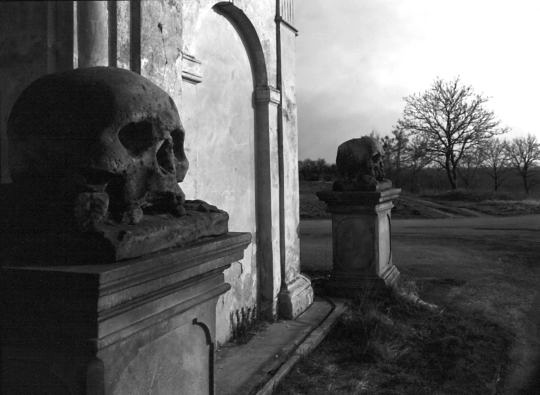
Jan Reich: Čihadlo, 1995
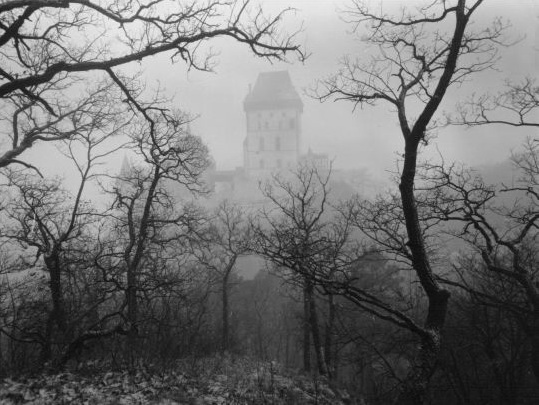
Karlštejn, 2003
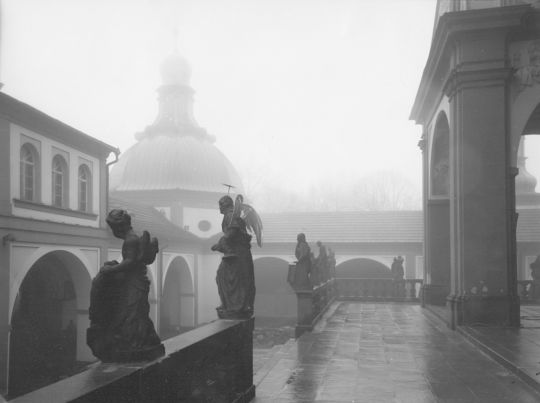
Příbram, 2002
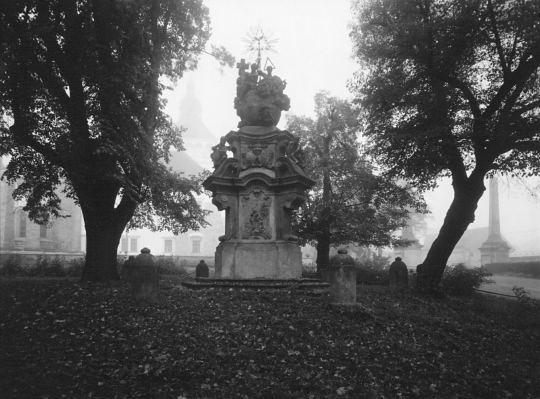
Smečno, 2001

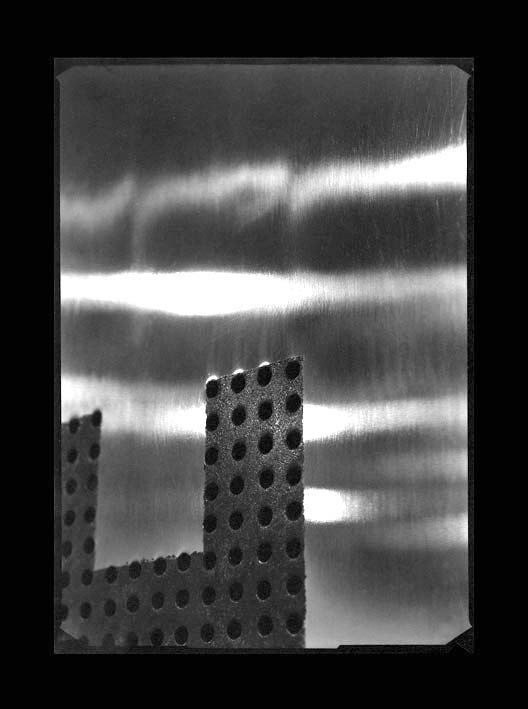
Jaroslav Beneš: Bez názvu, 1981, 13x18 cm
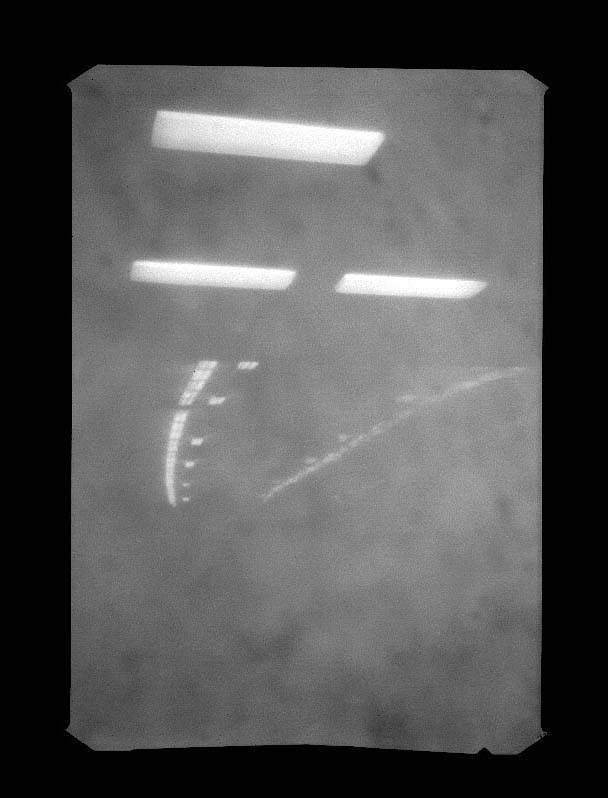
Bez názvu, 1982, 13x18 cm
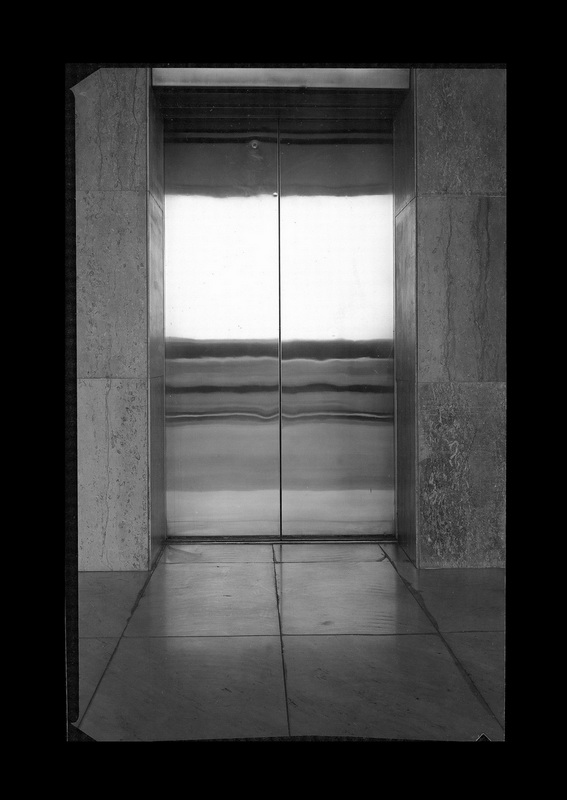
Bez názvu, 1984, 13x18 cm
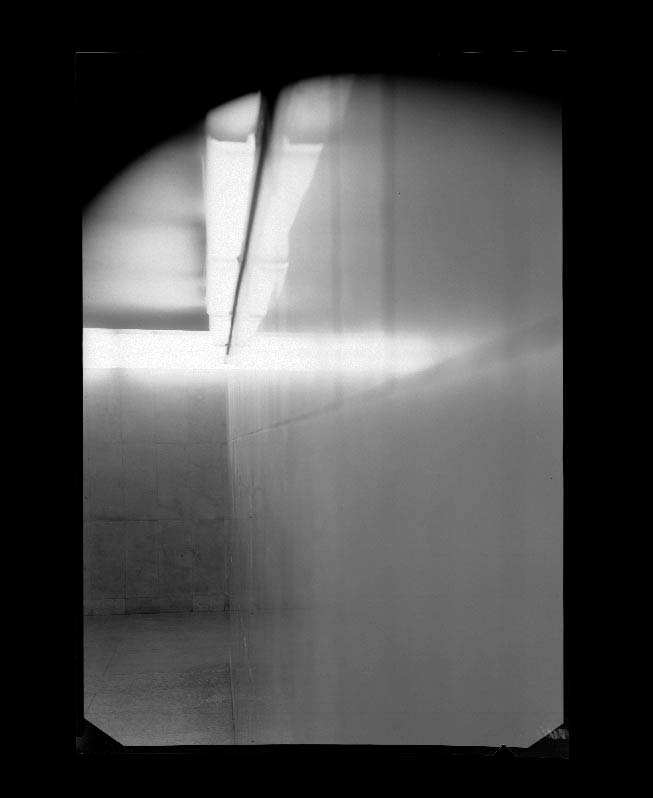
Bez názvu, 1988, 13x18 cm

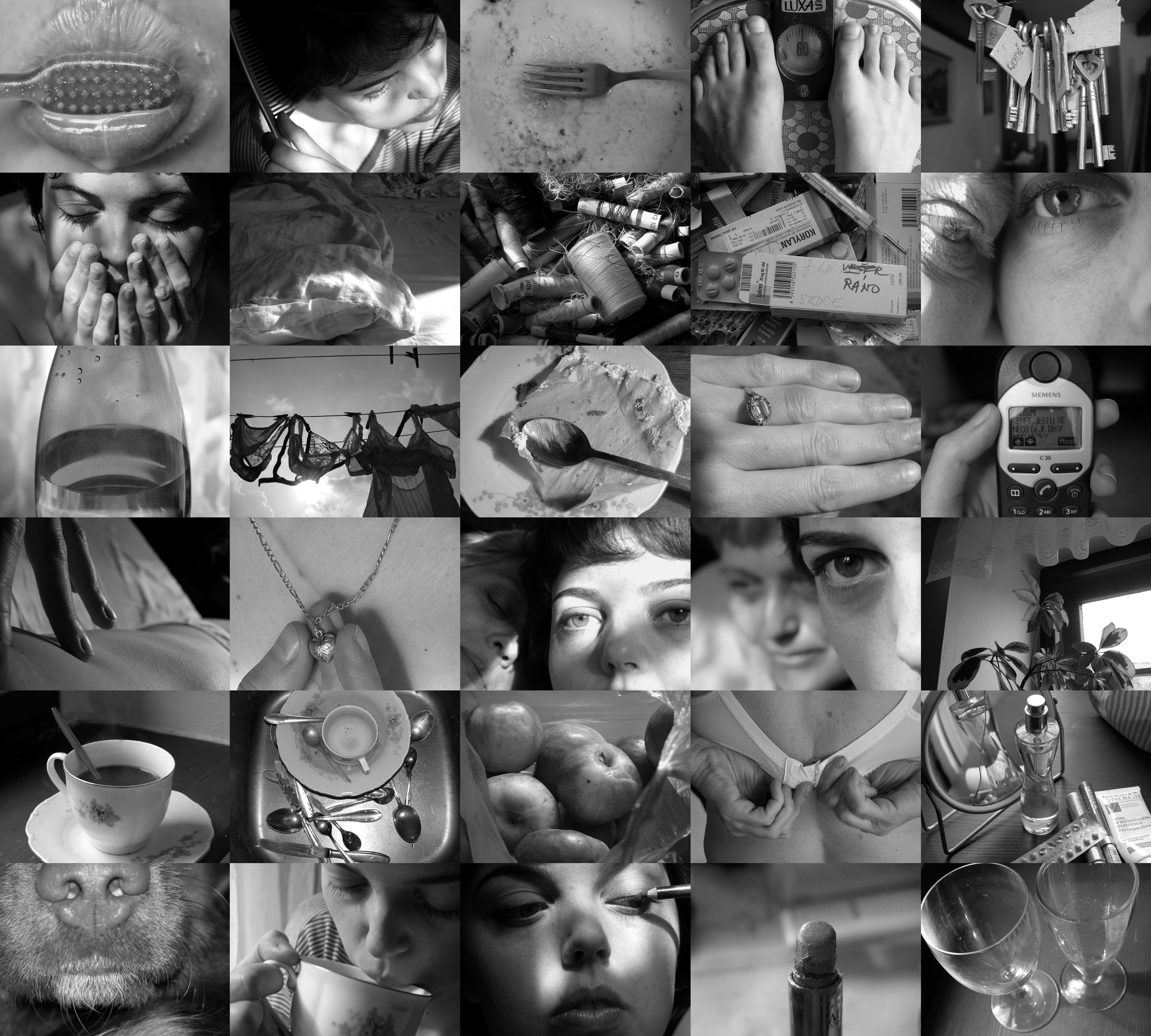
Věra Stuchelová: Soukromý prostor
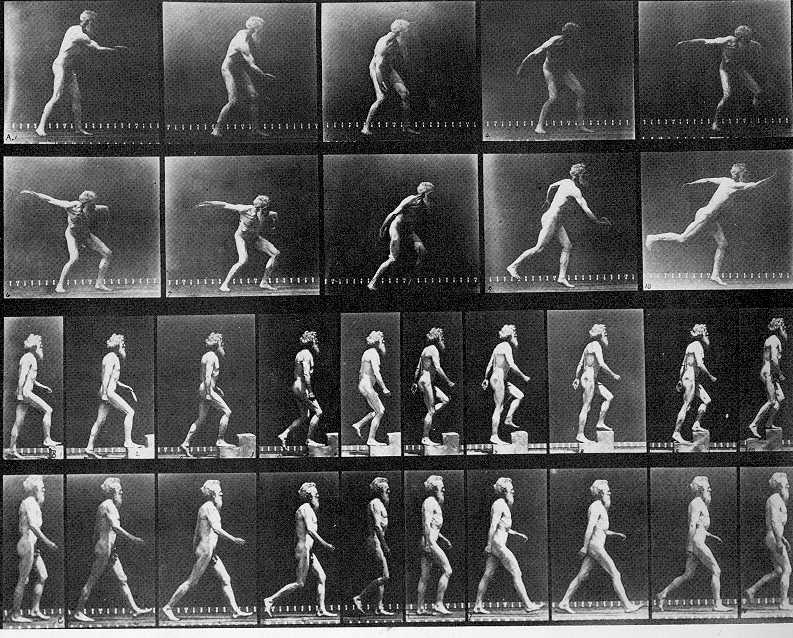
Eadweard Muybridge Autoportrét jako muž házící, stoupající a chodící, circa 1893